# Nyhammar
Nyhammar è un'area urbana della Svezia situata nel comune di Ludvika, contea di Dalarna.
La popolazione rilevata nel censimento 2010 era di 654 abitanti .